# Eparchia di Ramanathapuram
L'eparchia di Ramanathapuram (in latino Eparchia Ramanathapuramensis) è una sede della Chiesa cattolica siro-malabarese in India suffraganea dell'arcieparchia di Trichur. Nel 2022 contava 11.500 battezzati. È retta dall'eparca Paul Alappatt.

## Territorio
L'eparchia estende la sua giurisdizione sui fedeli della Chiesa cattolica siro-malabarese dei distretti di Coimbatore, Karur, Tiripur, Erode, Salem, Namakkal, Tiruchirappalli, Perambalur, Ariyalur, Mayiladuthurai, Nagapattinam, Tiruvarur, Thanjavur, Pudukkottai e Dindigul nella parte centrale dello stato indiano del Tamil Nadu.
Sede eparchiale è la città di Ramanathapuram, dove si trova la cattedrale della Santissima Trinità.
Il territorio è suddiviso in 22 parrocchie.

## Storia
L'eparchia è stata eretta con decreto dell'arcivescovo maggiore Varkey Vithayathil il 18 gennaio 2010, ricavandone il territorio dall'eparchia di Palghat.
In origine il territorio comprendeva solo i distretti di Coimbatore, Karur, Tiripur, Erode. Il 9 ottobre 2017 ha esteso il suo territorio ad altri 11 distretti del Tamil Nadu.

## Cronotassi dei vescovi
Si omettono i periodi di sede vacante non superiori ai 2 anni o non storicamente accertati.
- Paul Alappatt, dal 15 gennaio 2010

## Statistiche
L'eparchia nel 2022 contava 11.500 battezzati.
| anno | popolazione | popolazione | popolazione | presbiteri | presbiteri | presbiteri | presbiteri                | diaconi | religiosi | religiosi | parrocchie |
| anno | battezzati  | totale      | %           | numero     | secolari   | regolari   | battezzati per presbitero | diaconi | uomini    | donne     | parrocchie |
| ---- | ----------- | ----------- | ----------- | ---------- | ---------- | ---------- | ------------------------- | ------- | --------- | --------- | ---------- |
| 2010 | 16.500      | ?           | ?           | 43         | 13         | 30         | 383                       |         | 32        | 288       | 13         |
| 2014 | 10.859      | ?           | ?           | 70         | 19         | 51         | 155                       |         | 61        | 323       | 18         |
| 2017 | 10.953      | ?           | ?           | 56         | 13         | 43         | 195                       |         | 75        | 299       | 18         |
| 2020 | 11.668      | ?           | ?           | 70         | 28         | 42         | 166                       |         | 57        | 270       | 22         |
| 2022 | 11.500      | ?           | ?           | 63         | 17         | 46         | 182                       |         | 63        | 294       | 22         |